# James L. Shute
Pour les articles homonymes, voir Shute.
James L. Shute est un scénariste, producteur, monteur et réalisateur américain né le 18 décembre 1900 à Gloucester, Massachusetts (États-Unis), mort le 9 janvier 1981 à Hamden (États-Unis).

## Filmographie

### comme Scénariste
- 1938 : Inside Nazi Germany
- 1942 : We Are the Marines
- 1947 : 13, rue Madeleine (13 Rue Madeleine)
- 1949 : A Chance to Live
- 1954 : The Unconquered
- 1958 : Windjammer: The Voyage of the Christian Radich
- 1960 : Man on a String

### comme producteur
- 1949 : A Chance to Live

### comme monteur
- 1954 : The Unconquered

### comme réalisateur
- 1949 : A Chance to Live